# Drusus croaticus
Drusus croaticus là một loài Trichoptera trong họ Limnephilidae. Chúng phân bố ở miền Cổ bắc.